# NIfTI
NIfTI格式是神经图像信息技术倡议（英語：Neuroimaging Informatics Technology Initiative）的缩写，是一种自由文件格式，用于储存磁共振成像获取的大脑成像数据。